# Madonna Medici (Miquel Àngel)
La Madonna Medici és una escultura de marbre (alçada 226 cm) de Miquel Àngel Buonarroti, datada de 1521 - 1534 i que forma part de la decoració de la Sagristia Nova de la Basílica de San Lorenzo a Florència.

## Història
Per la correspondència de Miguel Àngel i d'altres documents se sap que la Madonna col Bambini, coneguda com a Madonna Medici, va ser una de les primeres escultures que va iniciar per al conjunt escultòric de la Sagristia Vella el 1521. Durant l'any 1526 estava encara treballant en ella. i el 1534 quan Miquel Àngel va viatjar a Roma va quedar inacabada, va ser transportada per Niccolò Tribolo a la Sagristia Nova i la va muntar junt amb les altres escultures del sarcófag dels germans Llorenç el Magnífic i Julià de Mèdici.
Existeixen diversos dibuixos preparatoris que daten de 1524 (Museu Britànic núm. 1859-6-25-570 i a la col·lecció gràfica de L'Albertina núm. 152), que mostra un grup de l'obra menys compacte, amb les cames de Madonna en paral·lel.

## Descripció
La composició té diverses similituds amb el baix relleu de la Mare de Déu de l'escala del mateix autor. La composició presenta la Mare de Déu asseguda en un bloc de marbre, més o menys cúbic i l'Infant es gira cap a ella amb un caire molt pronunciat, ocultant el seu rostre a l'espectador. Aquest moviment, juntament amb les cames entrellaçades de Maria crea un gran dinamisme amb efecte de remolí, que s'equilibra amb el cap inclinat de la Verge. Els cossos de la Mare de Déu i de l'Infant adopten una composició de formes anomenada «serpentinata» -una espècie de moviment de rotació a les figures-.